# Parageina
Parageina is een geslacht van kevers uit de familie bladkevers (Chrysomelidae).
De wetenschappelijke naam van het geslacht werd in 1936 gepubliceerd door Laboissiere.

## Soorten
- Parageina andrewesi (Jacoby, 1904)
- Parageina bouvieri Laboissiere, 1936